# 大戀愛～和忘記我的你
《大戀愛～和忘記我的你》，2018年10月12日於日本TBS電視台金22時段（22:00 - 22:54，JST）播出的電視連續劇，為大石靜的原創劇本，由戶田惠梨香主演。

## 評價反響
第一集播出後，包括劇情明快、演員演技精湛等環節皆獲得多數好評，第一集單集在官方網路平台的重播次數不到一週共播放153萬次，創下TBS電視台連續劇的紀錄。而此劇亦是飾演男主角「間宮真司」的喜劇演員室剛初次擔任愛情劇男主角，其在同秋季連續劇檔亦同時演出另一部搞笑喜劇《我是大哥大!!》，兩者的落差引起觀眾討論。

## 登場人物
括弧中的數字為劇中角色年齡

### 主要人物
- 北澤尚（34）：戶田惠梨香（香港配音：張頌欣）

在KITA婦產科診所執業的醫師，與大學醫學部的未婚夫井原侑市透過相親而訂下婚約。搬入新居當天與搬家公司的間宮真司相識，產生了命運般的轉變。其後，得知自己罹患早發性阿茲海默症。
- 間宮真司（41）：室剛（香港配音：蕭徽勇）

原職業為小說家，出道作品獲得文學獎並得到好評，但其後的作品因評價低落而逐漸被大眾所淡忘，於是放棄創作小說，到搬家公司打工。出生時即被丟棄在神社後來被育幼院收養，姓名由來為撿到他的「宮司」先生與育幼院的「間山」院長的姓中取字命名。自小沒有真正的愛過人，直到為北澤尚搬家與對方相識才改變。
- 木村明男（45）：富澤岳史（日语：富澤たけし）（香港配音：葉振聲）

真司打工的搬家公司前輩。成為真司商量的對象，默默支持真司。
- 小川翔太（24）：杉野遥亮（香港配音：李安邦）

真司的年輕同事。和前輩木村一同支持著真司。
- 北澤薫（55）：草刈民代（香港配音：沈小蘭）

北澤尚的母親，為KITA婦產科診所院長。丈夫過世，一人將尚扶養長大。某日，得知尚與未婚夫侑市取消婚約後，極力反對女兒與真司交往。
- 井原侑市（40）：松岡昌宏（香港配音：陳欣）

精神科醫師，亦是阿茲海默症領域的先端研究者。與北澤尚因相親而決定結婚，但在舉行婚禮的一個月前，突然被尚悔婚。

### KITA婦產科診所
- 澤田柚香（34）：黑川智花（香港配音：何璐怡）

北澤尚從小學到高中的好友。離過一次婚，有一個孩子。在尚的邀請之下於KITA婦產科診所擔任前台人員。
- 石田留美：小篠惠奈（日语：小篠恵奈）（香港配音：葉曉欣）

KITA婦產科診所接待員。

### 井原家
- 井原千賀子（64）：夏樹陽子（日语：夏樹陽子）（香港配音：黃麗芳）

井原侑市的母親。
- 井原誠一郎：橋爪淳（日语：橋爪淳）（香港配音：張炳強）

井原侑市的父親，著名建築師。

### 晚杯屋
- 小山：永野宗典（日语：永野宗典）（香港配音：李錦綸）

居酒屋「晚杯屋」店長。
- 千春：岸明日香（香港配音：陳琴雲）

居酒屋「晚杯屋」店員。

### 其他
- 水野明美：木南晴夏（第5話 - ）（香港配音：成瑤孆）

間宮真司的編輯，十分欣賞間宮真司。
- 松尾公平：小池徹平（第6話 - ）（香港配音：李凱傑）

保育園老師，早期阿茲海默症患者。
- 間宮惠一：加藤斗真（第9話・最終話）、大場心温〈小學生期〉（最終話）（香港配音：詹健兒）

真司和尚的兒子

### 客串

#### 第1集
- 黒田綾：室井佑月（日语：室井佑月）（香港配音：伍秀霞）

KITA婦產科診所的患者。
- 渡部伸夫：長谷川朝晴（日语：長谷川朝晴）（香港配音：翟耀輝）

堂明大學附屬病院的醫生。

#### 第3集
- 井原侑市的相親對象：芹那、木村美穂

#### 第4集
- 梓澤玲：櫻井由紀（香港配音：吳羨婷）

井原侑市的相親對象。
- 友部浩介：林泰文（日语：林泰文）（香港配音：陳卓智）

厚生勞動省醫政局醫事課職員。
- 畑野綠：高橋瞳（香港配音：黃玉娟）

KITA婦產科診所的患者。

#### 第5集
- 兒玉教授：小木茂光（日语：小木茂光）（香港配音：陳廷軒）

堂明大學附屬病院的醫生，井原侑市的上司。

#### 第10集
- 朝倉郁夫：岡本信人（日语：岡本信人）（香港配音：陳永信）

朝倉診療所的醫生。
- 山森學部長：山田明郷（日语：山田明郷）（香港配音：譚炳文）

堂明大學學部長。
- 番組MC：辻義就（日语：辻よしなり）（香港配音：潘文柏）

## 製作團隊
- 劇本：大石靜
- 配樂：河野伸（日语：河野伸）
- 主題曲：〈Old fashion（日语：オールドファッション）〉back number（環球音樂）
- 醫療監修：今井幸充（医療法人社団翠会 和光病院）
- 婦產科指導：尾西芳子
- 醫療指導：互健二（東京慈惠會醫科大學）
- 研究指導：小野麻衣子、高堂裕平（量子科學技術研究開發機構）
- 製作人：宮﨑真佐子、佐藤敦司
- 導演：金子文紀、岡本伸吾、棚澤孝義
- 製作：DREAMAX TELEVISION、TBS電視台戲劇製作部

## 播出日程
| 1                                                        | 10月12日 | 無法忘記你！10年來愛的故事…這是老天賜予的最後之戀        | 金子文紀 | 10.4% |
| 2                                                        | 10月19日 | 無論妳變得如何都想和妳一起！最後給我的愛的告白           | 金子文紀 | 10.6% |
| 3                                                        | 10月26日 | 過分的女人我也喜歡！存款12萬的我能做到的事               | 岡本伸吾 | 10.9% |
| 4                                                        | 11月2日  | 運命の相手                                               | 岡本伸吾 | 9.6%  |
| 5                                                        | 11月9日  | 永遠の愛を誓う日…生きてて良かった…私幸せです             | 金子文紀 | 10.4% |
| 6                                                        | 11月16日 | 新婚生活スタート! 絶好調の2人に忍び寄る影…               | 棚澤孝義 | 7.6%  |
| 7                                                        | 11月23日 | あなたの子どもを生みたい! 夫婦の絆が深まる日             | 岡本伸吾 | 9.0%  |
| 8                                                        | 11月30日 | 悪魔の手から妻を救え! これが私たち夫婦の愛の形           | 金子文紀 | 8.5%  |
| 9                                                        | 12月7日  | この毎日は奇跡だ! 妻を笑わせることが僕の仕事             | 岡本伸吾 | 10.0% |
| 10                                                       | 12月14日 | 君には絶対、絶対、僕なんだ！これは神様がくれた最後の奇跡 | 金子文紀 | 13.2% |
| 平均收視率 10.0%（收視率由Video Research於關東地區統計） |          |                                                          |          |       |

## 外部連結
- TBS電視台官方網站（页面存档备份，存于） （日語）
- 大戀愛～與忘記我的你～ - WakuWaku Japan官方網站（页面存档备份，存于） （繁體中文）
- 大戀愛～和忘記我的你的X（前Twitter）（日語）
- 大戀愛～和忘記我的你的Instagram帳戶（日語）

## 節目變遷
| 日本 TBS電視台 週五連續劇            | 日本 TBS電視台 週五連續劇                        | 日本 TBS電視台 週五連續劇 |
| ------------------------------------ | ------------------------------------------------ | ------------------------- |
|                                      | 大戀愛～和忘記我的你 （2018.10.12 - 2018.12.14） |                           |
| 啦啦隊之舞 （2018.7.13 - 2018.9.14） | 警察之家 （2019.1.11 - 2019.03.15）              |                           |

| 香港 無綫電視J2 星期六 22:35 - 23:35 · 11月17日 22:35 - 23:45 | 香港 無綫電視J2 星期六 22:35 - 23:35 · 11月17日 22:35 - 23:45 | 香港 無綫電視J2 星期六 22:35 - 23:35 · 11月17日 22:35 - 23:45 |
| ------------------------------------------------------------- | ------------------------------------------------------------- | ------------------------------------------------------------- |
|                                                               | 大戀愛～致忘了我的妳 （2018.11.17 - 2019.1.19）               |                                                               |
| 遺留搜查5 （2018.9.1 - 2018.11.10）                           | 遺留搜查5特別篇 （2019.2.2 - 2019.2.9）                       |                                                               |

| 臺灣WakuWaku Japan 星期一至五 22:00 - 23:00 | 臺灣WakuWaku Japan 星期一至五 22:00 - 23:00      | 臺灣WakuWaku Japan 星期一至五 22:00 - 23:00 |
| ------------------------------------------- | ------------------------------------------------ | ------------------------------------------- |
|                                             | 大戀愛～與忘記我的你～ （2019.6.11 - 2019.6.24） |                                             |
| 銀座夜女王                                  | 女王偵訊室3 （2019.6.25 - ）                     |                                             |